# Asparagus multituberosus
Asparagus multituberosus ist eine Pflanzenart der Gattung Spargel (Asparagus) in der Familie der Spargelgewächse (Asparagaceae). Das Artepitheton multituberosus leitet sich von den lateinischen Worten multi für ‚viele‘ sowie tuberosus für ‚knollig‘ ab und verweist auf die zahlreichen Wurzelknollen.

## Beschreibung
Asparagus multituberosus ist eine kletternde, reich verzweigte, ausdauernde Pflanze, die Wuchshöhen von bis zu 40 Zentimeter erreicht. Ihr dünnes, waagerechtes, bis zu 50 Zentimeter langes Rhizom hat dichte, überlappende, kleine, spindelförmige Wurzelknollen. Die Wurzelknollen sind bis zu 1 Zentimeter lang und 0,3 Zentimeter breit. Die eiförmigen bis herzförmigen, vieladerigen Phyllokladien sind bis zu 2,5 Zentimeter lang. An ihrer Spitze befindet sich ein aufgesetztes Spitzchen. Der Rand der Phyllokladien ist warzig. 
Die ein bis drei achselständigen Blüten entspringen membranartigen Schuppenblättern. Der gebogene, bis zu 0,5 Zentimeter lange Blütenstiel ist unterhalb der Blütenhülle gegliedert. Die Perigonblätter sind etwa 0,7 Zentimeter lang. Sie bilden unten eine breite Röhre und sind oben ausgebreitet. Die Staubblätter sind genauso lang wie die Perigonblätter. Ihre flachen Staubfäden sind an der Basis verbreitert. Der eiförmige Fruchtknoten enthält je Fach bis zu zwölf Samenanlagen. Es sind drei nach außen gebogene Griffel vorhanden. Die apikale Narbe ist warzig. Die Blütezeit von Asparagus multituberosus reicht vom Winter bis in das Frühjahr.
Über die Früchte und Samen ist nichts bekannt.

## Systematik und Verbreitung
Asparagus multituberosus ist in den südafrikanischen Provinzen Nordkap und Westkap im Renosterveld und Fynbos verbreitet.
Die Erstbeschreibung durch Robert Allen Dyer wurde 1954 veröffentlicht. Ein nomenklatorisches Synonym ist Myrsiphyllum multituberosum (R.A.Dyer) Oberm. (1984).

## Nachweise